# Embajada de España en Etiopía
La Embajada de España en Etiopía es la máxima representación legal del Reino de España en la República Democrática Federal de Etiopía. También está acreditada en las Seychelles (1978-1993 y desde 2003) y en Yibuti (1982).

## Embajador
El actual embajador es Guillermo López Mac-Leland, quien fue nombrado por el gobierno de Pedro Sánchez el 5 de agosto de 2023.

## Misión diplomática
La embajada española en Adís Abeba, capital de Etiopía, fue establecida en 1962 con carácter residente. Además, España está representada en Yibuti y Seychelles con sendos viceconsulados honorarios en las capitales nacionales.

## Historia
Las relaciones diplomáticas se remontan a los años 50, concretamente a 1951 cuando el gobierno español encomendó a la representación española en Egipto los asuntos consulares en Etiopía. A partir del año 1962 se creó una embajada residente y a lo largo de los últimos años las relaciones diplomáticas con Etiopía han ido mejorando de manera continuada.

## Demarcación
La embajada de España en Etiopía está también acreditada en:
- República de las Seychelles: las relaciones entre España y las Seychelles comenzaron a nivel de embajadores en 1978 cuando fue adscrita a la demarcación de la Embajada española en Etiopía. En 1993 pasó a depender de la Embajada española en Kenia hasta 2003 cuando regresó a la demarcación de la Embajada española en Etiopía.

- República de Yibuti en 1982 se iniciaban las relaciones diplomáticas a nivel de embajadores no residentes dependientes de la Embajada española en Etiopía. Desde entonces Yibuti depende de la demarcación etíope.

Con anterioridad la embajada también estuvo acreditada en estos países:
- República Democrática Popular de Yemen: el país nació en 1967 cuando cesó la Federación de Arabia del Sur, formada por la colonia británica de Adén y la Federación de Emiratos Árabes del Sur. España estableció relaciones diplomáticas con la República Democrática Popular de Yemen (RDPY), estado marxista-leninista, en 1969 y, al igual que como Yemen del Norte, quedó bajo la demarcación de la Embajada española en El Cairo (Egipto) hasta 1972 cuando la RDPY se incluyó en la Embajada española en Adís Abeba (Etiopía). En 1989 la embajada no residente se incluyó en la Embajada de España en Jartum, capital de Sudán. Finalmente, los dos países del territorio yemení se unificaron en uno solo en 1990.

- Estado de Eritrea: el país africano se independizó en 1993 de Etiopía tras una cruenta guerra. Los asuntos diplomáticos quedaron dentro de la demarcación de la Embajada española en Etiopía, pero en 2003 fueron adscritos a Kenia hasta 2006, cuando pasaron a depender de la Embajada española en Sudán.